# 北部湾

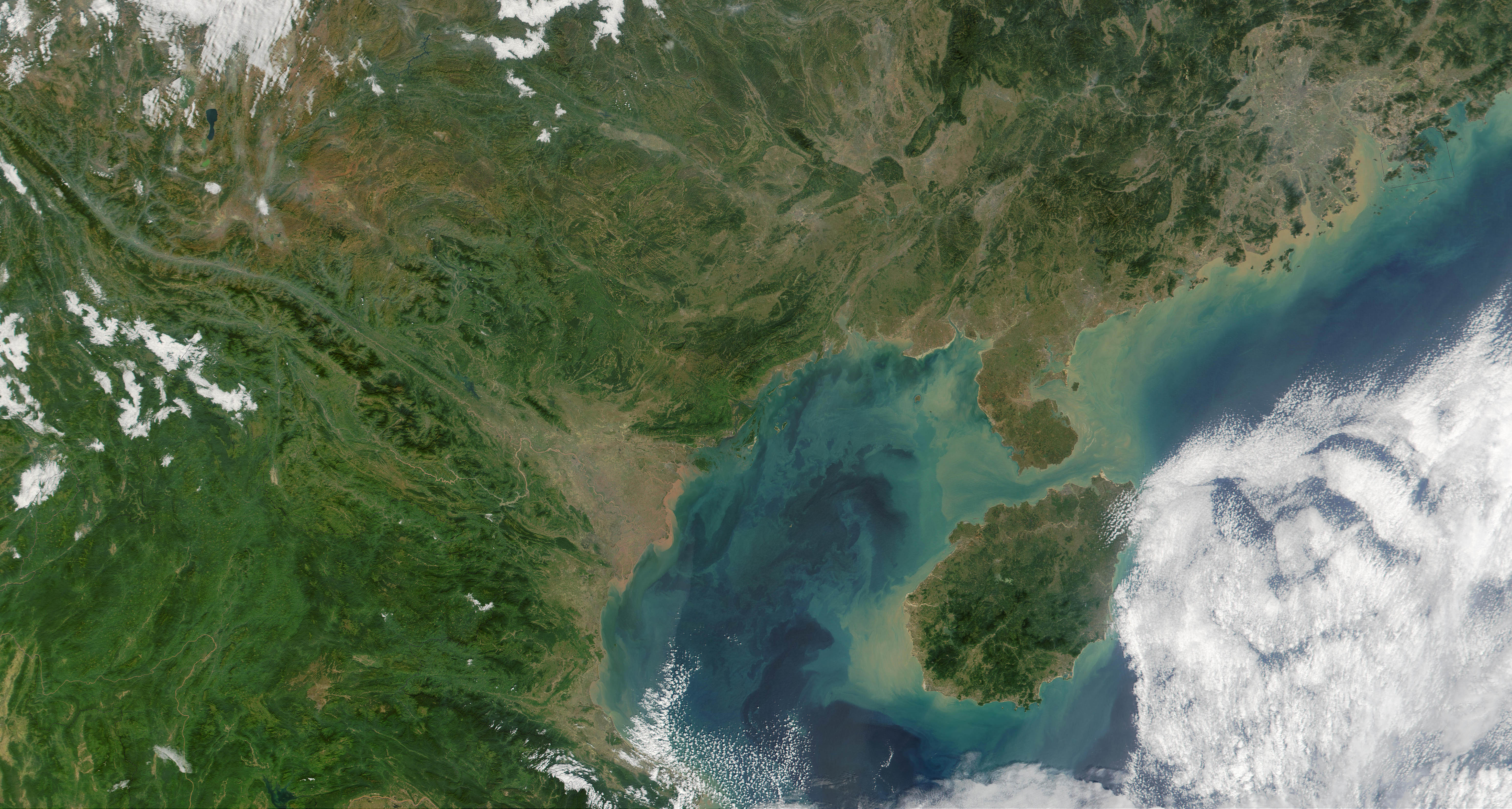
北部灣衛星空照圖

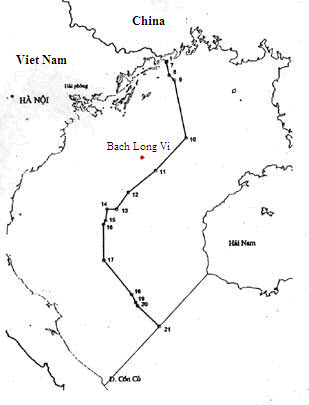
北部湾划界示意图，中部红点为白龙尾岛

灣（越南语：／?），臺灣稱為東京灣，是位於南海西北部分沿陆封闭式海湾，為中國與越南的海上分界。中国現稱得名自越南北部，而「東京」一詞是舊時對越南北部的稱呼。

## 地理介绍
北部湾在地理上東臨中國的海南、廣東兩省，北抵广西壮族自治区南部，西到越南北部。北部湾的宽度约在110-180海里，总面积约12万8千平方公里。
该地区是中国接触东南亚各国的海上交通道路，对中国的东南亚政策具有极其重要的意义。并且该地区海洋资源丰富，主要有鱼类、石油等资源，是中国的石油开采场地和主要渔场之一。在中国，於1986年起於北部灣建立包括潿洲10-3油田在內的多個海上鑽油台，並于2008年成立了由广西南宁、北海、钦州和防城港所组成的广西北部湾经济区。

## 划界历史
历史上，中国与越南从未划分过北部湾。20世纪60年代以前，中越两国就北部湾均以各自宣布的领海宽度进行管辖，期间湾内的资源共用共享，双方亦先后于1957年、1961年和1963年三次签订了有关渔业的协议，对各自近海（6-12海里）的渔权作出规定，这意味着6-12海里以外的海域则为公海，双方渔民可以自由进入进行捕捞。
20世纪70年代初以来，随着中越两国签署《联合国海洋法公约》，两国在北部湾这一海域的专属经济区与大陆架的范围产生了重叠，进而引发纷争。
中国与越南于1974年首次就北部湾划界展开了谈判，此后的1977-1978年两国再度谈判，但两次谈判均因双方立场相差甚远，无果而终。伴随着1991年中越关系正常化以后，双方自1992年到2000年间再次对北部湾在内的边界领土问题展开谈判。
2000年12月25日，中国和越南在北京签署了《中华人民共和国和越南社会主义共和国关于两国在北部湾领海、专属经济区和大陆架的划界协定》及《中华人民共和国政府和越南社会主义共和国政府北部湾渔业合作协定》。
2004年6月30日，确定了中越在北部湾的领海、专属经济区和大陆架分界线的北部湾划界协定和渔业合作协定获得生效。划界协定的签署既解决了划界纷争，也意味着中华人民共和国与周边邻国谈判划定的第一条海上边界的诞生。
2024年3月1日，中国政府宣布了北部湾北部领海基线，为对应7个点坐标相邻基点之间的直线连线。越南則呼籲中國要遵守国际法。

## 重要岛屿
- 白龙尾岛

### 引用
1. ↑  .   [2021-10-12]. （原始内容存档于2022-07-29）.
2. 1 2 3 4 5 6 7  . 中华人民共和国外交部.   [2022-08-03]. （原始内容存档于2022-08-03）.
3. ↑  《中國油氣田開發志》總編纂委員會. . 石油工業出版社. 2011: 305-352.
4. ↑  . 中华人民共和国外交部. 2000-12-25  [2022-08-03]. （原始内容存档于2022-08-03）.
5. ↑  . 中华人民共和国外交部. 2004-06-30  [2022-08-03]. （原始内容存档于2022-08-03）.
6. ↑  . www.news.cn.   [2024-03-04]. （原始内容存档于2024-03-04）.
7. ↑  . Radio Free Asia. 2024-03-15  [2024-03-18]. （原始内容存档于2024-04-06） （中文）.